# Jarosław Olijnyk
Jarosław Wadymowycz Olijnyk, ukr. Ярослав Вадимович Олійник (ur. 14 marca 1991 w Doniecku) – ukraiński piłkarz, grający na pozycji obrońcy.

## Kariera piłkarska

### Kariera klubowa
Wychowanek Akademii Piłkarskiej Szachtar Donieck, barw którego bronił w juniorskich mistrzostwach Ukrainy (DJuFL). Karierę piłkarską rozpoczął 3 kwietnia 2008 w trzeciej drużynie Szachtara. Latem 2011 został wypożyczony do Zorii Ługańsk. 2 sierpnia 2014 został piłkarzem Olimpika Donieck. 17 lutego 2015 podpisał kontrakt z Czornomorcem Odessa. Przez konflikt z trenerem w czerwcu 2015 opuścił odeski klub. 2 lipca 2015 został piłkarzem Illicziwca Mariupol. 18 lipca 2016 ponownie został piłkarzem Olimpika Donieck. 14 sierpnia 2017 przeszedł do Tomu Tomsk, ale już 26 sierpnia z powodów rodzinnych opuścił rosyjski klub.

### Kariera reprezentacyjna
Występował w juniorskich reprezentacjach U-18 i U-19 oraz w młodzieżowych reprezentacjach U-20 i U-21.